# Restquote
Restquote (auch neue Reichsmark-Aktie) bezeichnet Anteilscheine der ehemaligen ruhenden Altbanken der Commerzbank, Dresdner Bank und Deutsche Bank.

## Geschichte
Nach dem Zweiten Weltkrieg kam es 1947 und 1948 zur Entflechtung der Großbanken, als der Geschäftsbetrieb auf Anordnung der westlichen Besatzungsmächte (Trizone) in Regionalinstitute aufgespalten wurde. Schon 1952 wurde dieser Zustand mit dem Großbankengesetz genannten Gesetz über den Niederlassungsbereich von Kreditinstituten geändert. Die Altbanken gründeten jeweils drei Teilinstitute aus und tauschten die Altaktien gegen Papiere der neuen Gesellschaften. Die alten Gesellschaften bestanden als ruhende Altbank ohne Geschäftsbetrieb fort und dienten der Abwicklung des Altgeschäfts. Zur Abdeckung des durch die Ausgründungen nicht erfassten enteigneten Ost-Vermögens, erhielten die Aktionäre der Teilinstitute im Jahr 1952 ferner neue Aktien der Altbank, auf Reichsmark lautend. Diese Aktien nannte man Restquoten, die auch nach Fusion der Teilinstitute im Jahr 1957 an der Börse gehandelt wurden.
Die Restquoten verbrieften Ansprüche auf die enteigneten Vermögenswerte hinter dem Eisernen Vorhang. Mit zunehmender Dauer wurde die Aussicht auf Rückgabe immer geringer, insofern waren die Restquoten Spekulationsobjekt und Kurssprünge gab es unter anderem durch:
- In den 1970er Jahren versuchte der Börsianer Hermann Krages im Fall der Dresdner Bank vergeblich, mit seinem ca. 40 % Aktienanteil die Wiederaufnahme des Geschäftsbetriebes der Altbank zu erreichen.[1][2]
- Nach der Wiedervereinigung gab es Hoffnung auf Rückübertragung des zwischen 1945 und 1949 enteigneten Altvermögens, was sich jedoch nicht erfüllte.
- Der Unternehmer Bolko Hoffmann hielt Mitte der 1990er Jahre ca. 48 % Anteile der Commerzbank-Altbank und klagte, da seiner Meinung nach die Altbank Ansprüche an die Neubank bzgl. Nutzung von Namen und Logo der Altbank hätte. Der Rechtsstreit wurde 2008 beigelegt und das Aktienpaket für 10,34 € pro Restquote von der neuen Commerzbank übernommen.[3]

## Altbanken
- Commerzbank AG von 1870, Berlin/Hamburg: Wurde nach Beilegung der Rechtsstreitigkeiten Ende 2008 im Handelsregister Hamburg auf Antrag der neuen Commerzbank gelöscht und der Handel mit den Restquoten (WKN 803306) eingestellt.
- Aktiengesellschaft Deutsche Bank, Berlin/Düsseldorf: Wurde 1983 im Handelsregister Berlin von Amts wegen gelöscht aufgrund Vermögenslosigkeit
- Dresdner Bank Berlin AG, Berlin/Frankfurt am Main: Wurde 1983 im Handelsregister Berlin von Amts wegen gelöscht aufgrund Vermögenslosigkeit